# Casa de Maternidad Municipal de San Sebastián
La Casa de Maternidad Municipal de San Sebastián, edificada en la cuesta de Aldakonea de la ciudad, se inauguró en 1932 y fue clausurada en 1953.
La construcción, dirigida por el arquitecto municipal Ramón Cortazar, fue financiada por la Caja de Ahorros Municipal de San Sebastián. La casa maternal prestaba la asistencia a partos y el tratamiento físico-quirúrgico de las enfermas ginecológicas y obstétricas de San Sebastián y también desarrolló una escuela de comadronas y de formación de médicos especialistas.

## Datos de actividad
La clínica fue dirigida por el doctor Juan María Arrillaga y su ayudante el doctor Ramón Jusué. Contaba con 60 camas distribuidas en una sala con 25 camas generales y otras salas de pago individuales, con lo que atendían a mujeres de todos los estamentos sociales. La creación de la maternidad municipal hizo que el pabellón dedicado a maternidad en el Hospital Civil San Antonio Abad fuera ocupado por otras actividades.
Como condiciones precisas para el ingreso a las parturientas se les exigía llevar dos años empadronadas en San Sebastián y que se quedaran con el hijo que debía de nacer y no sirviera la casa de pretexto para abandonar a la criatura. Una excepción a esto era en el caso de mujeres casadas con intención de abandonar el hijo, que en principio no eran admitidas en la Casa Cuna de Fraisoro para dar a luz.
La Casa de Maternidad creó una Escuela de Enfermeras Comadronas y contaba con un grupo de médicos que se formaban en la especialidad.
En el hospital había profesionales de otras especialidades relacionadas, como el pediatra Aurelio Maeso o el analista Ramón Uriarte.
En agosto de 1936, en plena guerra civil, el edificio fue alcanzado por un obús, produciendo varios heridos, lo que obligó a trasladar temporalmente sus servicios a otro centro hasta 1941. Se clausuró en 1953.
En el año 1934 hubo 340 partos y se realizaron 122 intervenciones quirúrgicas. En esos años eran habituales los partos domiciliarios atendidos por parteras, comadronas visitadoras o menos frecuentemente por médicos. Solo los partos previsiblemente complicados eran derivados al hospital. No sería hasta los años cincuenta cuando se generalizó el parto hospitalario.

## Juan María Arrillaga Oyanarte
Nació en 1895 en San Sebastián y tras licenciarse en medicina, se formó en clínicas alemanas en obstetricia y ginecología. Comenzó trabajando en el Hospital Civil San Antonio Abad en San Sebastián hasta 1932, en que fue nombrado director de la Clínica Maternal de San Sebastián. En este centro creó una escuela de comadronas y de formación de médicos especialistas.
En 1928 fue uno de los fundadores de la clínica Nuestra Señora de Izaskun en Tolosa y en 1931 fundó una clínica en Éibar.
En 1933 fue presidente de la Academia Médico-Quirúrgica de Guipúzcoa y en 1953, tras clausurarse el centro, se trasladó a la Clínica de las Mercedes hasta su fallecimiento en 1956.